# Samuel Moura
João Samuel Moura Almeida (Lisboa, 10 de janeiro de 1996), conhecido artisticamente como Samuel Moura, é um ator e professor de História português.
Samuel Moura é mestre em Teatro – Artes Performativas pela Escola Superior de Teatro e Cinema (ESTC), tendo concluído a licenciatura em História na Universidade Aberta entre 2021 e 2024. Frequentou o Curso Profissional de Artes do Espetáculo (2011–2014) no Instituto para o Desenvolvimento Social (IDS), com direção artística de Maria do Céu Guerra.
Estreou-se profissionalmente em 2014, na Assembleia da República, com a peça Abril Esperanças Mil, encenada por Hélder Mateus da Costa e produzida pela companhia A Barraca«A Barraca – Teatro Cinearte». Consultado em 4 de julho de 2025. Desde então, integrou o elenco residente da companhia A Barraca, onde desenvolveu uma carreira constante como ator e assistente de encenação, participando em dezenas de produções teatrais.
Entre os seus papéis destaca-se a interpretação de Frei Jorge na peça Frei Luís de Sousa, de Almeida Garrett, numa encenação de Adérito Lopes e com produção da The Board«Frei Luís de Sousa – The Board». Consultado em 5 de julho de 2025, com circulação nacional e apoio educativo através de um dossier pedagógico«Frei Luís de Sousa, de Almeida Garrett – Dossier Pedagógico» (PDF). Consultado em 5 de julho de 2025.
Desde 2021, exerce funções como professor de Interpretação no IDS, onde também leciona História da Cultura e das Artes e Área de Integração. 
É, desde 2022, Presidente da Assembleia da Teatro da Targala – Associação de Criação Artística e Produção Cultural.

## Carreira

### Teatro
A tabela abaixo apresenta os espetáculos teatrais em que Samuel Moura participou desde 2014, incluindo o ano, título da obra, personagem interpretada, encenador(a), companhia e, sempre que possível, uma fonte verificável.
As referências provêm de fontes públicas e acessíveis online, nomeadamente plataformas culturais, sites institucionais e páginas de companhias de teatro. As hiperligações internas apontam para artigos relevantes já existentes ou a criar na Wikipédia em português.
Trabalhou em:
| Ano  | Título | Autor(a)                                    | Encenador(a)                       | Personagem                              | Teatro/Companhia                     | Ref.                                        |
| ---- | --- | ------------------------------------------- | ---------------------------------- | --------------------------------------- | ------------------------------------ | ------------------------------------------- |
| 2024 | Amor é um Fogo que Arde sem se Ver | Hélder Costa e Maria do Céu Guerra          | Hélder Costa e Maria do Céu Guerra | Pedro Andrade de Caminha e D. Sebastião | A Barraca                            | [ 3 ]                                       |
| 2023 | Frei Luís de Sousa | Almeida Garrett                             | Adérito Lopes                      | Frei Jorge                              | The Board                            | The Board - Celina Ferreira & Teresa Amaral |
| 2022 | Os Pintores de Canos | Heinrich Henkel                             | Adérito Lopes                      | Edgar, o soldador                       | A Barraca                            | [ 3 ]                                       |
| 2022 | O Mal Entendido | Albert Camus                                | Maria do Céu Guerra                | O Velho Criado                          | A Barraca                            | [ 3 ]                                       |
| 2021 | Elogio da Loucura | Erasmo de Roterdão                          | Hélder Costa e Maria do Céu Guerra | Várias personagens                      | A Barraca                            | [ 3 ]                                       |
| 2020 | Ivanov | Anton Tchekhov                              | Maria do Céu Guerra                | Dr. Lvov                                | A Barraca                            | [ 3 ]                                       |
| 2019 | Uma Réstia de Temor - Variações sobre Édipo                                                                                             | Sam Shepard                                 | Rita Lello                         | Várias personagens                      | A Barraca                            | [ 3 ]                                       |
| 2019 | A Torre de Babel | Hélder Costa                                | Hélder Costa                       | General Katzenmitte                     | A Barraca                            | [ 3 ]                                       |
| 2018 | À Volta o Mar no meio o Inferno, a partir de A Ilha de Sacalina de Antón Tchékhov e de textos dramáticos como Ivanov                    | Anton Tchekhov                              | Maria do Céu Guerra                | Várias personagens                      | A Barraca                            | [ 3 ]                                       |
| 2017 | Mariana Pineda | Federico García Lorca                       | Maria do Céu Guerra                | Fernando                                | A Barraca                            | [ 3 ]                                       |
| 2017 | Erêndira! Sim, Avó..., a partir do conto A incrível e Triste História de Cândida Erêndira e Sua Avó Desalmada de Gabriel García Marquez | Gabriel García Marquez                      | Rita Lello                         | Várias personagens                      | A Barraca                            | [ 3 ]                                       |
| 2017 | Processo: Fadas/Cottingley 1917 – 2017                                                                                                  | Rita Lello                                  | Rita Lello                         | Voz Off                                 | A Barraca                            | [ 3 ]                                       |
| 2016 | O Ano da Morte de Ricardo Reis | José Saramago com adaptação de Hélder Costa | Hélder Costa                       | Salvador                                | A Barraca                            | [ 3 ]                                       |
| 2016 | O Conto da Ilha desconhecida | José Saramago                               | Rita Lello                         | Narrador, Rei, Capitão e Marinheiro     | A Barraca                            | [ 3 ]                                       |
| 2016 | Farsa de Inês Pereira | Gil Vicente                                 | Maria do Céu Guerra                | Judeu Vidal e Ermitão                   | A Barraca                            | [ 3 ]                                       |
| 2015 | Felizmente há Luar! | Luis de Sttau Monteiro                      | Hélder Costa                       | William Beresford                       | A Barraca                            | [ 3 ]                                       |
| 2015 | Afonso Henriques | Hélder Costa                                | Hélder Costa                       | Cardeal                                 | A Barraca                            | [ 3 ]                                       |
| 2014 | Tartufo | Molière                                     | Hélder Costa                       | Valério                                 | A Barraca                            | [ 3 ]                                       |
| 2014 | S. António | Hélder Costa                                | Hélder Costa                       | Várias personagens                      | A Barraca no Teatro da Trindade      | [ 3 ]                                       |
| 2014 | Abril Esperanças Mil | Hélder Costa                                | Hélder Costa                       | Várias personagens                      | A Barraca na Assembleia da República | [ 3 ]                                       |

## Cinema
Em 2024, Samuel Moura participou na curta-metragem Na Boca de Cena, produzida por alunos da Licenciatura em Cinema da Escola Superior de Teatro e Cinema, interpretando a personagem Afonso.

## Publicidade
Em 2024, integrou a campanha de comemoração dos 10 anos do TimeOut Market, onde interpretou a personagem de um cliente.

## Ensino
Desde 2024, leciona as disciplinas de História da Cultura e das Artes e de Área de Integração no Instituto para o Desenvolvimento Social.
Entre 2021 e 2024, foi professor da disciplina de Interpretação no mesmo instituto, no Curso Profissional de Intérprete – Ator/Atriz.
Entre 2017 e 2019, exerceu funções como professor assistente em estágio curricular, também no IDS.
Durante os anos de 2015 e 2016, lecionou Expressão Dramática e Musical no 1.º Ciclo do Agrupamento de Escolas do Restelo, em colaboração com a Junta de Freguesia de Belém, em Lisboa.
No mesmo ano, deu aulas de Expressão Dramática durante o período de férias escolares, para a associação de pais da escola EB1/JI do Prior Velho.
Em 2015, foi assistente de orientação na Prova de Aptidão Profissional de uma aluna, com orientação de Isabel Campelo, no Teatro Cinearte – A Barraca.
Em 2014, colaborou como assistente de formação na Oficina de Teatro organizada pela Direção-Geral da Educação, no âmbito da formação contínua de educadores e professores.